# Carolina Monarchs
Carolina Monarchs var ett amerikanskt ishockeylag som spelade i American Hockey League (AHL) mellan 1995 och 1997. De var baserade i Greensboro, North Carolina och hade Greensboro Coliseum som sin hemmaarena.
Monarchs grundades 1995 och under 1997 meddelade Hartford Whalers i National Hockey League (NHL) att man hade för avsikt att omlokalisera sig till North Carolina, för att bli Carolina Hurricanes. Problemet var att lagets arena i Raleigh var inte färdigbyggd utan den skulle bli klar 1999 och de behövde en tillfällig hemmaarena under de kommande två åren. Valet föll på Greensboro Coliseum men den var fullbelagd tanke på att Monarchs spelade där. Peter Karmanos, Jr., Thomas Thewes och Jim Rutherford, som var ägarna till Whalers, valde ta den enkla vägen och helt enkelt köpa upp Monarchs. Laget omlokaliserades omedelbart, för att göra plats för Hurricanes, till New Haven, Connecticut och fick namnet Beast of New Haven.
De var samarbetspartner till Florida Panthers i NHL och Tallahassee Tiger Sharks i ECHL.
Spelare som spelat för Monarchs var bland annat Drake Berehowsky, Bob Boughner, Ryan Johnson, Filip Kuba, Rhett Warrener och Kevin Weekes.